# Duane Washington Jr.

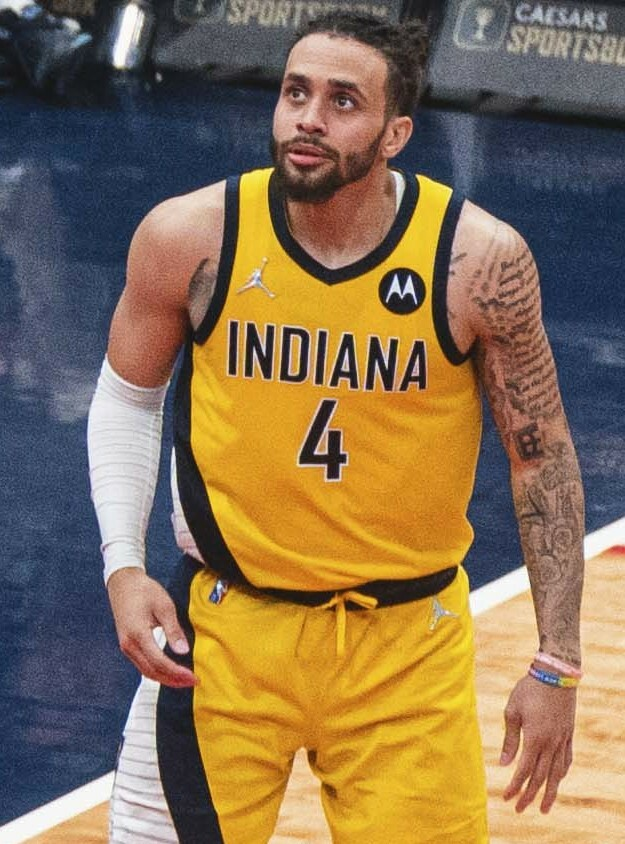
Duane Washington Jr., 2022.

Duane Eddy Washington Jr., född 24 mars 2000 i Frankfurt am Main i Tyskland, är en tysk-amerikansk professionell basketspelare (PG/SG) som spelar för Charlotte Hornets i National Basketball Association (NBA). Han har tidigare spelat för Indiana Pacers och Phoenix Suns.
Washington blev aldrig NBA-draftad.
Innan han blev proffs studerade Washington på Ohio State University och spelade för deras idrottsförening Ohio State Buckeyes.